# Tony Mwaba Kazadi
Pour les articles homonymes, voir Kazadi.
Tony Mwaba Kazadi, né le 16 avril 1979 à Kolwezi, est un homme politique du  Congo-Kinshasa. Il est ministre de l'Enseignement primaire, secondaire et technique (EPST) depuis le 12 avril 2021 dans le gouvernement Lukonde sous la présidence de Félix Tshisekedi et il est député national élu de la circonscription de la Lukunga dans la ville-province de Kinshasa.

## Biographie
Il a initié deux propositions des lois : une proposition de loi portant modalités d'application du droit de l'Organisation pour l'harmonisation en Afrique du droit des affaires (Ohada) en RDC le 14 avril 2021 et une proposition de loi portant le code numérique en RDC le 19 avril 2021.
Lors des élections législatives du 20 décembre 2023, Tony Mwamba Kazadi est réélu député national du district de la Lukunga.